# Federico Amodeo
Federico Amodeo (Avellino, 8 ottobre 1859 – Napoli, 3 novembre 1946) è stato uno storico della scienza italiano.

## Biografia
Nel 1883 si laureò in Matematica presso l'Università di Napoli, dove rimase a insegnare, come incaricato, "Storia delle matematiche". Insegnò anche all'Istituto Tecnico "Gianbattista Della Porta", sempre a Napoli.
Fu un esperto di storia della matematica, principalmente quella napoletana prima del 1860, su cui scrisse il testo in due volumi Vita matematica napoletana, segnalato però da alcune fonti come «utile, ma non privo di una certa tendenziosità» nel sopravvalutare l'ambiente matematico napoletano del primo Ottocento.
Fu socio dell'Accademia Pontaniana.

## Opere
- Vita matematica napoletana, Napoli, 1924;
- Sulla storia della prospettiva: Breve risposta alla nota del socio corrispondente Gino Loria letta nella tornata dell'8 gennaio 1933, Napoli, Tipografia dell'Ospedale Psichiatrico Provinciale Leonardo Bianchi;
- Lezioni di Geometria Proiettiva (dettate nella R. Universita' di Napoli), Napoli, Pierro, 1905;
- Lo sviluppo della prospettiva in Francia nel secolo XVII: memoria letta all'Accademia Pontaniana di Napoli nella tornata del 25 giugno 1933, Napoli, Tipografia dell'Ospedale Psichiatrico Provinciale Leonardo Bianchi, 1933;
- Origine e sviluppo della geometria proiettiva, Napoli, Editore B. Pellerano, 1939;
- Sintesi storico-critica della geometria delle curve algebriche, Conte editore Napoli 1945;